# Heterospathe parviflora
Heterospathe parviflora är en enhjärtbladig växtart som beskrevs av Frederick Burt Essig. Heterospathe parviflora ingår i släktet Heterospathe och familjen Arecaceae. Inga underarter finns listade i Catalogue of Life.